# Ostrow (Bułgaria)
Ostrow (bułg. Остров) – wieś w Bułgarii, w obwodzie Wraca, w gminie Orjachowo. Według danych szacunkowych Ujednoliconego Systemu Ewidencji Ludności oraz Usług Administracyjnych dla Ludności, 15 czerwca 2020 roku miejscowość liczyła 1 278 mieszkańców.

## Osoby związane z miejscowością

### Urodzeni
- Boris Krumow (1928–2015) – bułgarski pisarz
- Radosław Spasow (1943–2024) – bułgarski reżyser